# Nodul rutier Haute-Perche
Nodul rutier Haute-Perche este un punct de intersecție rutier important din departamentul Maine-et-Loire, situat pe teritoriul comunei Saint-Melaine-sur-Aubance, la sud de orașul Angers, și a fost reamenajat în anul 2014. Acesta este alcătuit dintr-un ansamblu de bretele și trei sensuri giratorii.

## Istorie
Până în 2012, nodul rutier era alcătuit dintr-un ansamblu de bretele, un sens giratoriu și o intersecție la nivel. Apoi, timp de trei ani, a fost complet reconfigurat pentru a separa fluxurile locale de cele de tranzit. Circulația în direcția Brissac-Quincé – Angers a fost în special facilitată prin amenajarea unei bretele de acces directe. De asemenea, au fost create două noi sensuri giratorii care asigură deservirea locală, precum și conectarea drumului departamental RD 748 (spre Brissac) cu autostrada A87 sud (spre Cholet).
Noua configurație a fost inaugurată pe 6 decembrie 2014.

## Drumuri deservite
- Autostrada A87 (ieșirea 22), care leagă Angers (la nivelul nodului rutier Gâtignolle cu autostrada A11) de La Roche-sur-Yon prin Cholet;
- Drumul departamental RD 748 (șosea rapidă cu 2 benzi pe sens), care leagă Angers de Poitiers și Niort prin Brissac-Quincé.

## Conexiuni
- RD 748 în direcția Les Ponts-de-Cé;
- RD 751 către Juigné-sur-Loire, Gennes și Saumur, de-a lungul malului stâng al Loarei;
- RD 127 către Saint-Melaine-sur-Aubance.